# Барон Карбери
Барон Карбери из Карбери в графстве Корк — наследственный титул в системе Пэрства Ирландии. Он был создан 9 мая 1715 года для Джорджа Эванса (1680—1749). Он заседал в Палате общин от графства Лимерик (1707—1715) и Вестбери (1715—1722, 1724—1727). Ему наследовал его старший сын, Джордж Эванс, 2-й барон Карбери (ум. 1759). Он представлял Вестбери в Палате общин Великобритании (1734—1747). Его внук, 4-й барон Карбери, кратко представлял Ратленд в парламенте (1802—1804). Его сменил его дядя, Джон Эванс, 5-й барон Карбери (1738—1807). После его смерти прервалась линия старшего сына 1-го барона Карбери. Его преемником стал его двоюродный брат, Джон Эванс-Фрек, 6-й барон Карбери (1765—1845), который ранее в 1777 году сменил своего отца в качестве 2-го баронета из Касла Фрек. Лорд Карбери заседал в Палате лордов Великобритании в качестве ирландского пэра-представителя с 1824 по 1845 год. Его племянник, Уильям Чарльз Эванс-Фрек, 8-й барон Карбери (1812—1894), был ирландским пэром-представителем в Палате лордов с 1891 по 1894 год. 
По состоянию на 2025 год носителем титула являлся праправнук последнего, Майкл Питер Эванс-Фрек, 12-й барон Карбери (род. 1942), который сменил своего отца в 2012 году.
Титул баронета из Касл Фрек в графстве Корк был создан в Баронетстве Ирландии в 1768 году для Джона Эванса-Фрека, сына Грейс, дочери и наследницы сэра Ральфа Фрека, 1-го баронета из Вест Билни в Норфолке, и достопочтенного Джона Эванса, младшего сына 1-го барона Карбери. После его смерти титул перешел к его сыну, сэру Джону Эвансу-Фреку, 2-му баронету (1765—1845). В 1807 году он стал преемником своего кузена в качестве 6-го барона Карбери.

## Бароны Карбери (1715)
- 1715—1749: Джордж Эванс, 1-й барон Карбери[англ.] (1680 — 28 августа 1749), сын достопочтенного Джорджа Эванса (1658—1720);
- 1749—1759: Джордж Эванс, 2-й барон Карбери (умер 2 февраля 1759), старший сын предыдущего;
- 1759—1783: Джордж Эванс, 3-й барон Карбери (умер 26 мая 1783), старший сын предыдущего;
- 1783—1804: Джордж Эванс, 4-й барон Карбери[англ.] (18 февраля 1766 — 31 декабря 1804), единственный сын предыдущего;
- 1804—1807: Джон Эванс, 5-й барон Карбери (1738 — 4 марта 1807), дядя предыдущего, сын 2-го барона Карбери;
- 1807—1845: Джон Эванс-Фрек, 6-й барон Карбери (11 ноября 1765 — 12 мая 1845), старший сын сэра Джона Эванса-Фрека, 1-го баронета (ум. 1777);
- 1845—1889: Джордж Патрик Перси Эванс-Фрек, 7-й барон Карбери (17 марта 1810 — 25 ноября 1889), старший сын предыдущего;
- 1889—1894: Уильям Чарльз Эванс-Фрек, 8-й барон Карбери (24 мая 1812 — 7 ноября 1894), младший сын Перси Эванса-Фрека (1774—1844), внук сэра Джона Эванса-Фрека (ум. 1777);
- 1894—1898: Элджернон Уильям Джордж Эванс-Фрек, 9-й барон Карбери (9 сентября 1868 — 12 июня 1898), старший сын предыдущего;
- 1898—1970: Джон Эванс-Фрек, 10-й барон Карбери (20 мая 1892 — 25 декабря 1970), старший сын предыдущего;
- 1970—2012: Питер Ральф Харрингтон Эванс-Фрек, 11-й барон Карбери[англ.] (20 марта 1920 — 28 июля 2012), единственный сын майора достопочтенного Ральфа Эванса-Фрека (1897—1969), внук 9-го барона Карбери;
- 2012 — настоящее время: Майкл Питер Эванс-Фрек, 12-й барон Карбери[англ.] (род. 11 октября 1942), старший сын предыдущего;
  - Наследник титула: достопочтенный Доминик Ральф Сесил Эванс-Фрек (род. 29 июня 1969), единственный сын предыдущего;
    - Наследник наследника: Бенедикт Робин Харрингтон Эванс-Фрек (род. 20 октября 2004), старший сын предыдущего.

## Баронеты Фрек, позднее Эванс-Фрек из замка Фрек (1768)
- 1768—1777: Сэр Джон Эванс позже Фрек, 1-й баронет (умер 20 марта 1777), сын достопочтенного Джона Эванса (ум. 1758), внук Джорджа Эванса, 1-го барона Карбери;
- 1777—1845: Сэр Джон Эванс-Фрек, 2-й баронет (11 ноября 1765 — 12 мая 1845), старший сын предыдущего, 6-й барон Карбери с 1807 года.

Дальнейшими баронетами Эванс-Фрек являлись бароны Карбери.